# 조길연
조길연(趙吉衍, 1951년 9월 6일 ~ )은 대한민국의 정치인이다. 충청남도의회의원을 지냈다.

## 학력
- 부여고등학교
- 인천체육전문학교 무도과 졸업

## 경력
- 1991.07 ~ 1995.06 : 제4대 충청남도의회 의원
  - 제4대 충청남도의회 운영위원회 간사
  - 제4대 충청남도의회 예산결산위원회 위원장
- 부여군 개발위원회 위원장
- 2002년 7월 1일 ~ 2006년 6월 30일: 제7대 충청남도의회 의원
  - 제7대 충청남도의회 건설소방위원회 위원장
- (주)풍림전기 대표이사
- 2018년 7월 1일 ~ 2022년 6월 30일: 제11대 충청남도의회 의원 
  - 제11대 충청남도의회 기획경제위원회 위원
- 국민의힘 부여지구당 부위원장
- 2022년 7월 1일 ~ : 제12대 충청남도의회 의원
  - 제12대 충청남도의회 전반기 의장
- 2022.07 ~ 2023.09: 제18대 대한민국시도의회의장협의회 고문
- 2023.08 ~ 2024.06: 제18대 대한민국시도의회의장협의회 회장
- 2023.08 ~ 2024.06: 대통령 직속 지방시대위원회 당연직위원
- 국민의힘 충남도당 공주·부여·청양 당협위원장

## 역대 선거 결과
|  | 42.18% |

|  | 60.47% |

|  | 42.37% |

|  | 57.54% |